# 客家人の一覧
客家人の一覧（はっかじんのいちらん）は、客家人の一覧。
客家語を母語とする客家人は、漢民族の集団の一つととらえられる民族集団で、中国の国外で暮らす華僑（在外華人）人口の約3分の1を占める。客家を含む華僑はユダヤ人・アルメニア人・印僑と共に四大移民集団の一つと言われる。
- 洪秀全 - 太平天国の天王。
- 楊秀清 - 太平天国の東王。
- 石達開 - 太平天国の翼王。
- 黄遵憲 - 清末の官僚。外交官。
- 孫文 - 中華民国初代総統（ただし「客家ではない」とする説もある）。
- 宋慶齢 - 孫文夫人。
- 宋美齢 - 蔣介石夫人。
- 朱徳 - 中国共産党初代元帥。
- 鄧小平 - 元中華人民共和国中央軍事委員会主席、最高指導者。
- 葉剣英 - 中国共産党元老。
- 葉選平 - 広東省長。葉剣英の息子。
- 李鵬 - 中華人民共和国の元国務院総理（首相）。
- 李登輝（岩里政男） - 中華民国（台湾）第8-9代総統。ただし、客家語は話せなかった模様。
- 蔡英文 - 中華民国（台湾）第14代総統。ただし、台湾原住民と客家系の両親を持つ家庭で、台湾式客家語は少ししか話せない模様。（広東式客家語と台湾式客家語は分岐して時間が経つ）
- 呂秀蓮 - 中華民国（台湾）第10-11代副総統。
- 許信良 - 台湾の政治家。元民主進歩党主席。
- 侯孝賢（ホウ・シャオシェン） - 台湾の映画監督。
- 龍瑛宗 - 台湾の小説家。
- 王心凌 - 台湾のアイドル。
- 謝依旻 - 台湾出身の囲碁女流棋士、日本棋院所属。
- 劉壇祥（重光孝治）- 台湾出身の実業家、熊本ラーメンのチェーン店の一つ「味千ラーメン」を創業した。
- HAOR（許書豪） - 台湾の男性歌手。
- 許平和 - 香港（台湾）名門客家、許一族の太人（タイパン）、中国・ロシア（ロマノフ王朝）・日本の血脈。音楽家・実業家・netchannel KYO co.,ltd:CEO 日本在住。
- 胡文虎 - 香港の富豪。タイガーバームを発明した。香港だけでなく香港から離散移民した英語圏でも流通している「星島日報」の創始者でもある。
- 謝枢泗 - タイ国鉄南部線の建設功労者、ハートヤイ（ハジャイ）建設者。
- 余貴美子 - 日本の俳優。父は客家系台湾人。
- 范文雀 - 日本の俳優。母親が余貴美子の父親の妹であり、余とは従姉妹にあたる。
- 曾雪明 - ホー・チミン（胡志明）の内縁の妻。ホー・チミンは1920-1930年代に広州や香港で共産党活動をし、妻とは広東語で交流していた模様。ベトナムでは本件は報道禁止。
- シナワット家

タクシン・シナワット  （丘達新） -  タイ国元首相。
インラック・チナワット （丘英樂） -  タイ国前首相。
- アピシット・ウェーチャチーワ - タイ国元首相。
- リー・クァンユー（李光耀） - シンガポール初代首相、元顧問相。
- リー・シェンロン（李顯龍） - シンガポール第3代首相（現職）。
- ツェン・チー - 福建省出身。下記のホセ・コファンコ家始祖ホセの父に当たる。ファン・コならびにマーティン・コの通名を持つ。
- コファンコ家（許寰哥） - フィリピン共和国の富豪の一派。このコファンコ家は3家に分かれている。

ホセ・コファンコ - ホセ・コファンコ家始祖。
ペドロ・コファンコ - ホセ・コファンコ家 前当主。同国農園で最大のルイシタ農園経営者。ホセ・コファンコ・アンド・サンズ社（JSCI）を持ち株会社に持つ。
ジョセフィン・レイエス - 同国の教育者。ミドルネームのコファンコは「C.」のイニシャルで記される他、省かれることが多い。
コラソン・アキノ  (許娜桑)  - 同国第11代大統領。ジョセフィン・レイエスは当人の姉に当たる。
マルガリータ・コファンコ - 同国タルラック州元知事。
ホセ・コファンコ・ジュニア - 同国下院議員。
ベニグノ・アキノ3世- 同国第15代大統領。
エドゥアルド・コファンコ・ジュニア（ダンディン・コファンコ）- 起業家ならびに政治家。コラソン・アキノの関係するホセ・コファンコ家とは対立している。
- アーサー・チュン - ガイアナ共和国初代大統領。